# Charlotte Lyne
Charlotte Lyne (* 1965 in Berlin) ist eine deutsche Schriftstellerin, Übersetzerin und Lektorin.

## Leben
Lyne studierte Germanistik, Latein, und italienische Literatur in Berlin und Neapel sowie Anglistik in Berlin und London. Charlotte Lyne lebt mit ihrem britischen Mann und ihren drei Kindern in London und arbeitet als Übersetzerin und Lektorin.
Sie veröffentlicht auch unter den Pseudonymen Carmen Lobato, Charlotte Roth, Lilli Klausen und Lydia Conradi.

## Werke
- 2007 – Die Glocken von Vineta (Blanvalet) ISBN 3-442-36716-6
- 2008 – Dangerous Words / Gefährliche Worte: Historischer Roman. A2 (zusammen mit Alan Lyne, Langenscheidt) ISBN 3-468-44111-8
- 2008 – Die zwölfte Nacht (Blanvalet) ISBN 3-442-36717-4
- 2008 – Das Haus Gottes (Bertelsmann Clubausgabe)
- 2009 – Alles über Shakespeare (Thiele) ISBN 3-851-79080-4
- 2009 – Who ist Jack the Ripper / Wer ist Jack the Ripper?: Lernschmöker (zusammen mit Alan Lyne, Langenscheidt) ISBN 3-468-44133-9
- 2010 – Maiden Voyage = Jungfernfahrt (zusammen mit Alan Lyne, Langenscheidt) ISBN 3-468-44125-8
- 2010 – Glencoe (Lübbe Ehrenwirth) ISBN 3-431-03819-0
- 2012 – Kains Erben  (Lübbe Erenwirth) ISBN 3-431-03867-0
- 2013 – Das Mädchen aus Bernau (Bastei Lübbe) ISBN 3-404-16879-8
- 2014 – Kinder des Meeres (Bastei Lübbe) ISBN 3-431-03906-5
- 2016 – Feuer über Brandenburg (Bastei Lübbe) ISBN 978-3404172993
- 2016 – Die Lilie von Palermo (Bastei Lübbe) ISBN 3-431-03965-0

Unter dem Pseudonym Carmen Lobato:
- 2012 – Im Land der gefiederten Schlange (Droemer Knaur) ISBN 978-3426509791
- 2013 – Im Tal der träumenden Götter (Droemer Knaur) ISBN 978-3426509807
- 2015 – Die Stadt der schweigenden Berge (Droemer Knaur) ISBN 978-3426514559
- 2016 – Und sie werden nicht vergessen sein (Droemer Knaur) ISBN 978-3426518205

Unter dem Pseudonym Charlotte Roth:
- 2014 – Als wir unsterblich waren (Droemer Knaur) ISBN 978-3426512067
- 2015 – Als der Himmel uns gehörte (Droemer Knaur) ISBN 978-3426516645
- 2016 – Weil sie das Leben liebten (Droemer Knaur) ISBN 978-3426517291
- 2017 – Bis wieder ein Tag erwacht (Droemer Knaur) ISBN 978-3426518403
- 2018 – Wenn wir wieder leben (Droemer Knaur) ISBN 978-3426520307
- 2019 – Wir sehen uns unter den Linden (Droemer Knaur) ISBN 978-3426522356
- 2021 – Grandhotel Odessa. Die Stadt im Himmel (Droemer Knaur) ISBN 978-3426308028
- 2021 – Grandhotel Odessa. Der Garten des Fauns (Droemer Knaur) ISBN 978-3426308035
- 2021 – Die Königin von Berlin (Droemer Knaur) ISBN 978-3426307717
- 2022 – Ich bin ja heut so glücklich (Droemer Knaur) ISBN 978-3426282267
- 2023 – Rosa und Leo. Die große Liebe der Rosa Luxemburg (Droemer Knaur) ISBN 978-3-426-28287-8
- 2024 – Die Stauffenbergs (Droemer Knaur) ISBN 978-3-426-28421-6

Unter dem Pseudonym Lydia Conradi:
- 2017 – Das Haus der Granatäpfel (Pendo) ISBN 978-3866124257